# Live at the Hardback
Live at the Hardback è un album dal vivo del gruppo musicale statunitense Hot Water Music, pubblicato nel 1999.

## Tracce
1. Us & Chuck – 4:07
2. Turnstile – 3:43
3. Alachua – 3:20
4. Blackjaw – 4:13
5. Moments Pass – 3:39
6. Where We Belong – 3:28
7. Minno – 4:02
8. Better Sense – 3:06
9. Just Don't Say You Lost It – 2:49
10. Springtime (Leatherface cover) – 3:36
11. Manual – 5:04
12. Drunken Third – 3:59